# Al-Muzani
 (janvier 2018).
Si vous disposez d'ouvrages ou d'articles de référence ou si vous connaissez des sites web de qualité traitant du thème abordé ici, merci de compléter l'article en donnant les références utiles à sa vérifiabilité et en les liant à la section « Notes et références ».
Ismail ibn Yahya al-Muzani (791-878) fut l'élève de l'imam Al-Chafii pendant son séjour en Égypte. Il rédigea un livre où il rassembla la jurisprudence islamique selon Al-Chafii, plus tard abrégé Mukhtasar al-Muzani, devenant ainsi le livre de jurisprudence le plus connu des chaféites. Al-Juwayni en a écrit un commentaire intitulé Nihayat al-matlab fi dirayat al-madhhab, abrégé ensuite par al-Ghazali sous le titre Al-Bisaṭ.
Il eut pour neveu le célèbre imam Al-Tahawi.